# Campsegret
Campsegret település Franciaországban, Dordogne megyében. Lakosainak száma 398 fő (2022. január 1.). Campsegret Montagnac-la-Crempse, Lamonzie-Montastruc, Douville, Saint-Martin-des-Combes, Saint-Georges-de-Montclard, Queyssac és Eyraud-Crempse-Maurens községekkel határos.

## Népesség
A település népességének változása:
| Lakosok száma | 342  | 379  | 403  | 395  | 391  | 390  | 389  | 394  | 390  | 398  |
|               | 1968 | 1982 | 1990 | 2006 | 2013 | 2015 | 2017 | 2019 | 2020 | 2022 |